# Chedgrave
Chedgrave är en ort och civil parish i Storbritannien.   Den ligger i grevskapet Norfolk och riksdelen England, i den sydöstra delen av landet, 160 km nordost om huvudstaden London. Chedgrave ligger 10 meter över havet och antalet invånare är 985.
Terrängen runt Chedgrave är platt. Runt Chedgrave är det tätbefolkat, med 308 invånare per kvadratkilometer. Närmaste större samhälle är Norwich, 15,7 km nordväst om Chedgrave. Trakten runt Chedgrave består till största delen av jordbruksmark.